# Џермантаун (Охајо)
Џермантаун (енгл. Germantown) град је у америчкој савезној држави Охајо.

## Демографија
По попису из 2010. године број становника је 5.547, што је 663 (13,6%) становника више него 2000. године.
| Група             | 2000.         | 2010.         |
| Белци             | 4.782 (97,9%) | 5.359 (96,6%) |
| Афроамериканци    | 18 (0,4%)     | 45 (0,8%)     |
| Азијати           | 15 (0,3%)     | 28 (0,5%)     |
| Хиспаноамериканци | 38 (0,8%)     | 65 (1,2%)     |
| Укупно            | 4.884         | 5.547         |